# Grand Vin
Der Grand Vin, frz. für „Großer Wein“, ist das repräsentative Produkt eines großen Weingutes, vorzugsweise im Bordelais. 
Er ist das Renommierprodukt und qualitativer Ausweis des Weingutes. Dieser Wein zeigt das, was in dem jeweiligen Jahrgang, unter Anwendung der verfügbaren Technik, der Kenntnisse und des Personaleinsatzes möglich war.
Neben dem Grand Vin werden oft „kleinere Weine“, die Zweitweine, und teils auch noch Drittweine bzw. Weine unter Appellations-Etikett gefertigt, die weniger hochwertig sind im Vergleich zum Grand Vin. In diesen Partien finden sich die Trauben weniger besonnter Lagen oder junge Anpflanzungen, die später erst Berücksichtigung finden können, wenn die Ertragsqualitäten den Ansprüchen des Großen Weines genügen werden.